# Anton Semjonovič Makarenko
Anton Semjonovič Makarenko (13. března 1888 v Bilopillji – 1. dubna 1939), byl ukrajinský a sovětský spisovatel a pedagog, tvůrce originálního výchovného systému kolektivní výchovy; kolektiv pokládal za jeden ze základních výchovných prostředků.

## Život
V roce 1917 ukončil učitelský institut v Poltavě. V letech 1920–1935 organizoval v Poltavě a Charkově opatrovnicko-vychovatelské pracovní kolonie pro bezdomou a provinilou mládež, po roce 1935 se začal věnovat spisovatelství. Usiloval o uvedení chovanců ke shodně organizované kolektivní činnosti založené na komunistické ideologii. Od Maxima Gorkého převzal víru v možnost přeměny člověka i maximálně zanedbaného společensky a morálně. Jeho systém fungoval ještě v padesátých a šedesátých letech dvacátého století v SSSR a jemu podřízených státech ve Střední Evropě.
Ve svých pracích představil všestranný systém pedagogického působení na mládež, vycházející ze základního úkolu vychovatele nebo učitele, vyplývajícího z všeobecných norem budování komunismu a základní formy výchovy, jakou stanoví kolektiv v charakteru nových socialistických poměrů. Jako hlavní element kolektivu uváděl dobrou organizaci, ba i jistý stupeň vojenské kázně.

## Dílo
- Pedagogická poéma (1933–1935)
- Kniha pro rodiče (1937)
- Vlajky na věžích (1938)
- O výchově dětí v rodině (1949), slov. Pravda
- Budú z nich ľudia (1949), slov. Pravda, (1951), slov. Pravda, (1959), slov. Mladé letá
- Pochod tridsiateho roku a nepublikované rukopisy (1952), slov. Štátne nakladateľstvo
- Vybrané pedagogické spisy I.-II.-III.-IV.-V. (1952), slov. Štátne nakladateľstvo